# Santa Maria do Tocantins
Santa Maria do Tocantins är en kommun i Brasilien.   Den ligger i delstaten Tocantins, i den centrala delen av landet, 800 km norr om huvudstaden Brasília. Antalet invånare är 2 894.
Omgivningarna runt Santa Maria do Tocantins är huvudsakligen savann. Trakten runt Santa Maria do Tocantins är nära nog obefolkad, med mindre än två invånare per kvadratkilometer.